# ساداکو مقابل کایاکو
ساداکو مقابل کایاکو (انگلیسی: Sadako vs. Kayako) یک فیلم ترسناک ژاپنی به کارگردانی کوجی شیرائیشی است که در سال ۲۰۱۶ منتشر شد.

## خلاصه داستان
این فیلم رویارویی ارواح خبیث مجموعه فیلم های “حلقه” و “کینه” را به تصویر میکشد. ناتسومی پس از تماشای یک ویدیوی نفرین شده، متوجه میشود که تنها دو روز دیگر زنده است و پس از آن توسط “ساداکو” (شخصیت شیطانی مجموعه حلقه) کشته میشود. بنابراین تنها امید او این است که “ساداکو” را به جان شیطان دیگری به نام “کایاکو” (شخصیت شیطانی مجموعه کینه) بیندازد…